# Torre del Reloj (Barceloneta)
La Torre del Reloj (en catalán: Torre del Rellotge) es un edificio del municipio de Barcelona, construido como faro en 1772 y transformado en reloj en 1911. Está protegido como Bien Cultural de Interés Local. Se encuentra en el Muelle de los Pescadores del puerto de Barcelona, en el barrio de la Barceloneta. Consiste en una estructura de base cuadrada y un pie de gran altura que se remata con un cuerpo cuadrado donde se encuentra el reloj.

## Descripción
El cuerpo interior se configura como un gran basamento de planta cuadrada en forma de pirámide truncada, con un revestimiento que limita sillares de piedra y con una puerta en la cara más oriental que da acceso al cuerpo donde se encuentra el reloj. Este cuerpo se remata con una azotea plana que sirve de terraza a la torre y que se añadió cuando se transformó en reloj. La puerta consiste en un arco escarzano que queda enmascarado en otro arco de la misma clase y que crea una especie de hornacina. Este cuerpo se remata con una cornisa en la cara inferior del voladizo con unas ménsulas molduradas. A continuación se desarrolla la base de la torre (también cuadrada) que dispone de dos partes claramente diferenciadas y que se encuentra rodeada por una barandilla de hierro y barrotes helicoidales. Por un lado la parte inferior, con una estructura ciertamente piramidal y una puerta en el mismo eje que la del piso inferior. Esta puerta se remata con un frontón triangular bajo el cual se dispone una placa de piedra con la inscripción conmemorativa de su construcción.
Separado por una pequeña moldura, a continuación de este cuerpo se desarrolla la torre propiamente dicha, con cuatro caras a las que se abren unas ventanas que permiten dar luz a la escalera que se encuentra en su interior. Dos de las caras (la de la puerta y la que está justo delante) disponen de una ventana en el tramo central del frontis, mientras que las otras dos caras disponen de dos aperturas, la inferior más alta pero ambas rematadas con una especie de guardapolvo en voladizo y montantes moldurados.
Rematando este cuerpo se desarrolla el volumen cuadrado donde se localiza actualmente el reloj de cuatro caras, que permite así ser observable desde cualquier punto del puerto. Este cuerpo se remata con una cúpula y una estructura metálica decorada que culmina con un pararrayos.

## Historia
En el año 1743,  el ingeniero Joris Prosper Van Verboom hizo un proyecto de ampliación del Puerto de Barcelona donde, al final del brazo de poniente, colocó un faro para dirigir la entrada de barcos. El faro fue objeto de numerosos proyectos -algunos de ellos bastante monumentales- y finalmente se construyó en 1772, cuando el muelle de poniente estuvo acabado. Además del faro, el muelle albergaba el despacho de pasaportes, el control sanitario, la comandancia de marina y la caseta de los prácticos.
Como consecuencia de la ampliación del puerto, el faro -que se trasladó a Montjuic- perdió su función en 1904. La torre no se derribó y se convirtió en una torre reloj.

### Referencia para la determinación de un metro
En 1791, fue utilitzada por la Academia de Ciencias de Francia para establecer cuál sería la longitud de un metro. Los científicos franceses cogieron de referencia el meridiano de París, concretamente el tramo que va de Dunkerque a Barcelona. Para realizar las medidas en la Ciudad Condal se escogieron lugares como el castillo de Montjuic, la Ciudadela o la Torre del Reloj. De hecho, la ubicación de la torre coincidía con la intersección entre un paralelo y el meridiano de París. Con los años, Ildefonso Cerdá aprovechó para diseñar sobre estas líneas ficticias las avenidas Paralelo y Meridiana de Barcelona.